# Joseph Zhang Xianwang
Joseph Zhang Xianwang (chiń. 張憲旺; pinyin Zhāng Xiànwàng; ur. 12 stycznia 1965) – chiński duchowny katolicki, arcybiskup metropolita Jinan od 2008.

## Życiorys
Święcenia kapłańskie otrzymał 8 grudnia 1990.
Wybrany biskupem koadiutorem biskupa Jamesa Zhao Zipinga. Sakrę biskupią przyjął z mandatem papieskim 29 kwietnia 2004. 18 maja 2008, po śmierci arcybiskupa Zhao Zipinga został arcybiskupem metropolitą Jinan.